# Homalia glabella
Homalia glabella är en bladmossart som beskrevs av W. P. Schimper in B.S.G. 1850. Homalia glabella ingår i släktet Homalia och familjen Neckeraceae. Inga underarter finns listade i Catalogue of Life.